# Ángel Berroa
Ángel María Berroa Selmo (nacido el 27 de enero de 1977 en Santo Domingo) es un shortstop dominicano de Grandes Ligas. Berroa fue seleccionado como el Novato del año de la Liga Americana en 2003.

## Carrera

### Ligas menores
Berroa fue firmado originalmente como amateur por los Atléticos de Oakland en 1997. Hizo su debut profesional en la Liga Otoñal de Arizona en 1999 y jugó brevemente con el equipo de Doble-A, los Midland RockHounds. En el año 2000, jugando para los Visalia Rawhide en Single-A de la California League, fue seleccionado para el equipo All-Star, cuando registró 11 dobles y se robó 11 bases en 129 juegos.

### Grandes Ligas

#### Kansas City Royals
Berroa fue adquirido en 2001 por los Reales de Kansas City desde los Atléticos de Oakland en un intercambio de tres equipos donde participaron también los Tampa Bay Devil Rays. Los Reales adquirieron a Berroa, al relevista Roberto Hernández, y al cácher A.J. Hinch a cambio de Johnny Damon y el infielder Mark Ellis. Pasó la temporada de 2001 con el equipo de Single-A, Wilmington Blue Rocks y el Doble-A, Wichita Wranglers.
Hizo su debut en Grandes Ligas el 18 de septiembre de 2001, contra los Indios de Cleveland como reemplazo defensivo y se fue de 1-0 en su debut. Dio su primer hit en su primer partido, en el campo corto el 25 de septiembre contra el lanzador de los Tigres de Detroit José Lima. Jugó en un total de 15 partidos esa temporada y bateó .302 en 53 turnos al bate.
En 2002 pasó la mayor parte de la temporada con el equipo de Triple-A, Omaha Royals. Fue seleccionado para jugar con el equipo en el Juego de las Futuras Estrellas y también jugó en el Juego de Estrellas de la Pacific Coast League. Apareció en veinte juegos para los Reales de septiembre después de haber sido llamado a filas.
A Berroa le fue entregado el trabajo de campo corto a partir del inicio de la temporada 2003 después de la salida de Neifi Pérez (a pesar de batear con un decepcionante promedio de .194 en la Liga Dominicana). Berroa comenzó la temporada bateando noveno en el orden de bateo y cometió 19 errores en sus primeros 63 partidos. Sin embargo, terminó la temporada con un promedio de bateo de .287 con 17 jonrones, 73 carreras impulsadas, y 21 bases robadas, y sólo cometió cinco errores más el resto de la temporada. A finales de la temporada, el mánager Tony Peña ascendió a Berroa en el orden de bate, y su extaordinario rendimiento desató un debate en los medios sobre quién debería ser el Novato del Año de la Liga Americana: Berroa, el jardinero de los Devil Rays Rocco Baldelli, el jardinero de los Indios de Cleveland Jody Gerut, o el jardinero de los Yankees de Nueva York Hideki Matsui.

##### Novato del Año
Berroa se convirtió en el cuarto miembro de los Reales en ganar el Novato del Año, después de Lou Piniella (1969), Bob Hamelin (1994), y Carlos Beltrán (1999). La decisión fue controversial ya que Berroa superó a ambos Baldelli y Matsui en la votación más cerrada desde 1980, lo que provocó las críticas del dueño de los Yankees George Steinbrenner. Mientras que algunos jugadores y periodistas deportivos creen que jugadores veteranos japoneses que vienen a jugar al béisbol en los Estados Unidos no deben ser considerados novatos, las reglas de las Grandes Ligas de Béisbol les permiten ganar el premio. El debate sobre la definición de un novato no estadounidense, los partidarios de Berroa alegaban a sus promedios de bateo y sus jonrones en total, mientras que bateaba en el lugar más débil del lineup de los Reales y jugaba una posición más exigente. Partidarios de Matsui señalaban su total de carreras impulsadas y su porcentaje de embasarse mientras jugaba en el medio del lineup de los Yankees.

##### Temporadas subsiguientes
Después de su año de novato, el rendimiento de Berroa bajó cada año en porcentaje de embasarse, carreras anotadas, porcentaje de slugging y bases robadas. Sus estadísticas de fildeo incluyó 77 errores de 2003 a 2005 (24 y 28 liderando a todos los torpederos de Grandes Ligas, mientras que tenía el menor porcentaje de fildeo entre los campocortos - .955, 25), fueron la mayor cantidad de errores entre los campocortos titulares de la Liga Americana en ese lapso de tiempo. Berroa también había disminuido su producción total de boletos en los años posteriores a su año de novato. Berroa tomaba boleto una vez cada 21 turnos al bate en el 2003, pero había caído a 36 turnos en el año 2005. En 2005 y 2006, tomó boleto sólo el 2.9% de las veces, la segunda peor y el peor porcentaje de béisbol en las Grandes Ligas. En 2006 estuvo en el último lugar entre los jugadores de la Liga Americana en promedio de bateo, porcentaje de embasarse, y porcentaje de slugging.
La decadencia en el desarrollo de juego de Berroa puede estar relacionada con haber sido descubierto el fiasco a principios de 2002, cuando muchos jugadores latinoamericanos, sometidos a un mayor escrutinio por parte del gobierno de los Estados Unidos, resultaron ser mayores de lo que afirmaban. Berroa era dos años mayor de lo pensado cuando fue reclutado por Oakland y traspasado a Kansas City.

Después de una pretemporada decepcionante en 2007, los Reales lo cambiaron por otro torpedero, Tony Peña, Jr., habiendo perdido su puesto de titular en el campocorto, pasó la mayor parte de la temporada 2007 en el equipo Triple-A, Omaha Royals, apareciendo en sólo nueve partidos para el club de grandes ligas. 

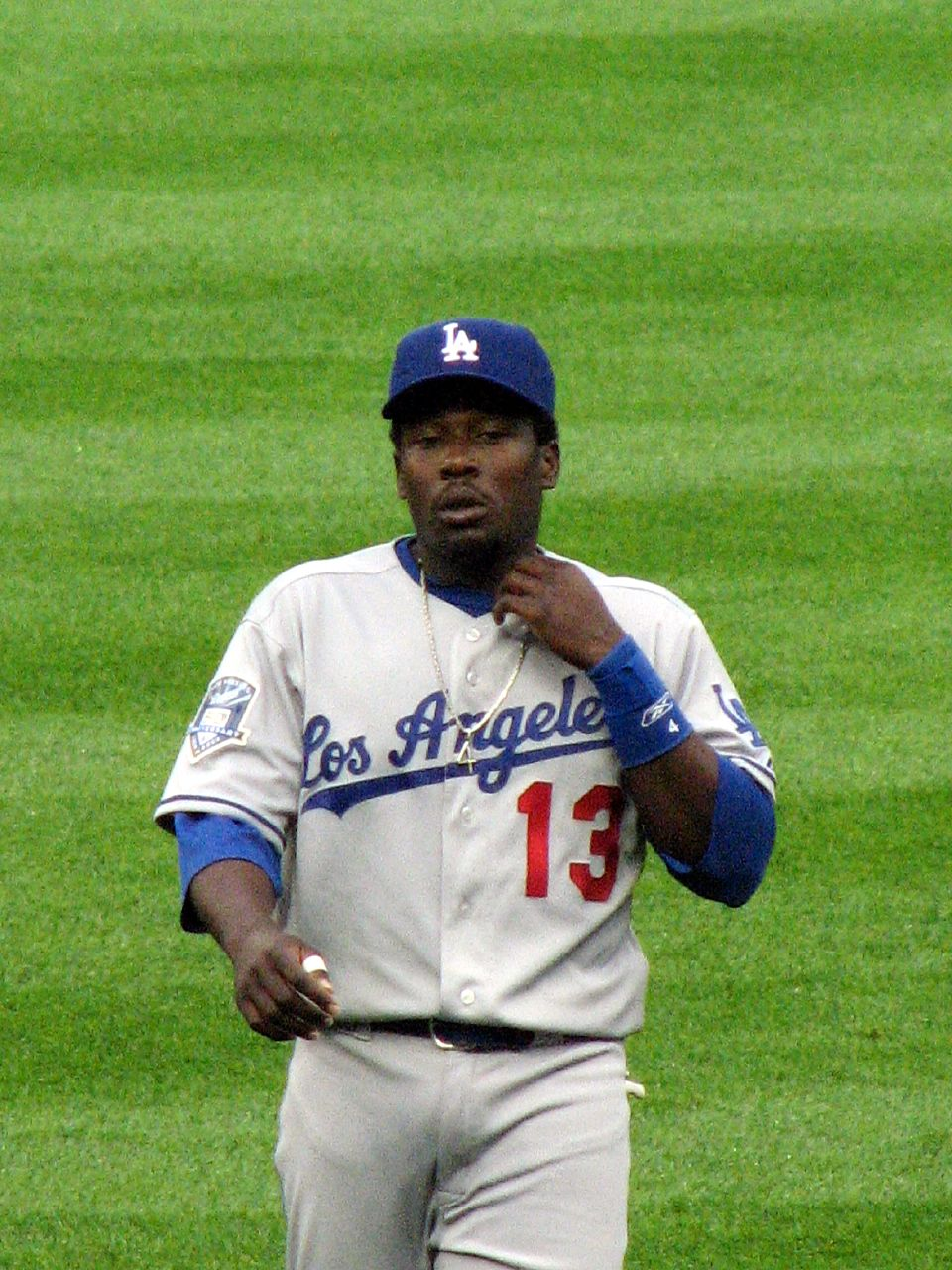
Berroa con Los Angeles Dodgers el 13 de junio de 2008.

Nuevamente no pudo hacer el club de las mayores en 2008 y pasó los primeros dos meses en Omaha Royals.

#### Los Angeles Dodgers
El 6 de junio de 2008, fue traspasado a los Dodgers de Los Ángeles (que estaban buscando un sustituto temporal del lesionado titular Rafael Furcal). Berroa recibió una sorprendente cantidad de tiempo de juego, llegando a batear .230 en 226 turnos al bate y 64 partidos como campocorto titular (apareció en 84 juegos en total). En particular, mostró más paciencia en el plato, recibiendo más bases por bolas que en cualquier otra temporada desde 2004 a pesar de no jugar una temporada completa. Además, tuvo un hit en dos turnos al bate, mientras que apareció en cinco juegos en la postemporada.

#### New York Yankees y New York Mets
El 6 de enero de 2009, Berroa llegó a un acuerdo de ligas menores por valor de $600,000 dólares con los Yanquis de Nueva York. A pesar de su fuerte desempeño en los entrenamientos de primavera, no hizo el roster del Día Inaugural. Fue añadido al roster de Grandes Ligas el 25 de abril después de que el infielder Cody Ransom se lesionara. Ese mismo día, bateó su primer hit con los Yankees. Fue designado para asignación el 24 de junio al regreso de Ransom desde la lista de lesionados de 60 días, y se le concedió la agencia libre el 7 de julio.

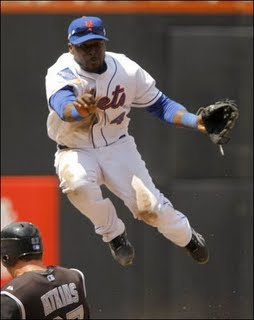
Berroa con los Mets de Nueva York en 2009

El 11 de julio de 2009, los Mets de Nueva York firmaron a Berroa con un contrato de ligas menores y lo asignaron al equipo Triple-A, Buffalo Bisons. El 16 de julio de 2009, su contrato fue comprado por el equipo de Grandes Ligas. Fue designado para asignación el 7 de agosto de 2009. Terminó la temporada habiendo jugado un total combinado de 35 juegos con 49 turnos al bate y un OPS de .391 para los Yankees y los Mets.

#### Segunda militancia en la organización de los Dodgers
El 17 de diciembre de 2009, Berroa firmó un contrato de ligas menores con una invitación a los entrenamientos de primavera de los Dodgers. Sin embargo, no pudo hacer el equipo y fue puesto en libertad por los Dodgers el 22 de marzo de 2010.

#### San Francisco Giants
El 28 de abril de 2010, Berroa firmó un contrato de ligas menores con los Gigantes de San Francisco. Después de una decepcionante actuación mientras jugaba en AAA con los Fresno Grizzlies, Berroa fue colocado en la lista de lesionados de 7 días. El 26 de junio, regresando desded la lista de lesionados, fue liberado.

#### Arizona Diamondbacks
Berroa firmó un contrato de ligas menores con los Diamondbacks de Arizona el 24 de julio de 2011. Fue asignado al equipo de Triple-A, Reno Aces.

## Vida personal
Berroa es el yerno del exentrenador de los Reales de Kansas City y exjugador de Grandes Ligas, Luis Silverio. Él y su esposa Jennifer se casaron el 15 de enero de 2005, angel tiene 2 hijos.